# Erika Villaécija
Erika Villaécija García (Barcelona, 2 de junio de 1984) es una psicóloga y deportista española que compitió en natación.

## Biografía
Ganó dos medallas en el Campeonato Mundial de Natación en Piscina Corta en los años 2008 y 2010. Además, obtuvo siete medallas en el Campeonato Europeo de Natación entre los años 2002 y 2012, y siete medallas en el Campeonato Europeo de Natación en Piscina Corta entre los años 2003 y 2011.
Es graduada en Psicología, carrera que comenzó en la Universidad Autónoma de Barcelona y que finalizó en la Universidad Abierta de Cataluña, y trabaja como responsable de Recursos Humanos en AGTIC Consulting y Magic Barcelona. También es Responsable de Atención al Deportista de la Real Federación Española de Natación y colabora como comentarista de natación en RTVE.

## Palmarés internacional
| Campeonato Mundial en Piscina Corta | Campeonato Mundial en Piscina Corta | Campeonato Mundial en Piscina Corta | Campeonato Mundial en Piscina Corta |
| Año                                 | Lugar                               | Medalla                             | Prueba                              |
| ----------------------------------- | ----------------------------------- | ----------------------------------- | ----------------------------------- |
| 2008                                | Mánchester (Reino Unido)            | Medalla de bronce                   | 800 m libre                         |
| 2010                                | Dubái (EAU)                         | Medalla de oro                      | 800 m libre                         |
| Campeonato Europeo                  |                                     |                                     |                                     |
| Año                                 | Lugar                               | Medalla                             | Prueba                              |
| 2002                                | Berlín (Alemania)                   | Medalla de plata                    | 4 × 200 m libre                     |
| 2004                                | Madrid (España)                     | Medalla de oro                      | 800 m libre                         |
| 2004                                | Madrid (España)                     | Medalla de oro                      | 4 × 200 m libre                     |
| 2008                                | Eindhoven (Países Bajos)            | Medalla de plata                    | 800 m libre                         |
| 2008                                | Eindhoven (Países Bajos)            | Medalla de plata                    | 1500 m libre                        |
| 2010                                | Budapest (Hungría)                  | Medalla de bronce                   | 1500 m libre                        |
| 2012                                | Debrecen (Hungría)                  | Medalla de bronce                   | 1500 m libre                        |
| Campeonato Europeo en Piscina Corta |                                     |                                     |                                     |
| Año                                 | Lugar                               | Medalla                             | Prueba                              |
| 2003                                | Dublín (Irlanda)                    | Medalla de oro                      | 800 m libre                         |
| 2004                                | Viena (Austria)                     | Medalla de bronce                   | 400 m libre                         |
| 2004                                | Viena (Austria)                     | Medalla de bronce                   | 800 m libre                         |
| 2006                                | Helsinki (Finlandia)                | Medalla de bronce                   | 800 m libre                         |
| 2007                                | Debrecen (Hungría)                  | Medalla de plata                    | 800 m libre                         |
| 2009                                | Estambul (Turquía)                  | Medalla de plata                    | 800 m libre                         |
| 2011                                | Szczecin (Polonia)                  | Medalla de plata                    | 800 m libre                         |